# Агафонов Євген Андрійович
Євге́н Андрі́йович Агафо́нов (10 лютого 1879, Харків — 12 червня 1955, Нью-Гейвен) — український, російський й американський художник і критик.

## Життєпис
Народився 29 січня [10 лютого] 1879 року в місті Харкові (нині Україна) в купецькій сім'ї. 1896 року закінчив Харківське реальне училище. У Харкові відвідував заняття художника Дмитра Безперчого. Протягом 1899—1907 років навчався в Петербурзькій академії мистецтв, де його викладачами були зокрема Павло Ковалевський, Франц Рубо, Дмитро Кардовський, Ілля Рєпін. За участь у демонстрації біля Казанського собору 4 березня 1901 року був висланий зі столиці та засланий до Охтирки. Надалі мешкав у Харкові. За дипломну картину «Ломовики» на обласній Південноросійській виставці у Катеринославі у 1910 році нагороджений Золотою медаллю.
Упродовж 1905—1907 років ілюстрував харківські сатиричні журнали «Штик», «Меч», «Злой дух» та інші. У Харкові у 1906—1910 роках був членом Товариства харківських художників; у 1911—1913 роках — організатором і членом об'єднання «Кільце»; у 1907—1912 роках очолював студію «Блакитна лілія» в якій тоді навчалися Марія Синякова, Олексій Почтенний; у 1913 вступив до групи «Бубновий валет».
Протягом 1913—1914 років жив у Москві, звідки з початком Першої світової війни пішов до армії. У 1918 році повернувся до Харкова, був членом «Художнього цеху». У 1919 році вів Майстерню малювання та живопису Пролеткульту.
1920 року емігрував за кордон. З 1923 року жив у США. Помер 12 червня 1955 року у місті Нью-Гейвені (штат Коннектикут). Похований у місті Ансонії.

## Творчість
У період життя в Російській імперії писав картини на українську тематику:
- «Ярмарок у Сорочинцях» (1902);
- «Зустріч» (1906);
- «Зелене з синім» («Дворик») (1906);
- «У селі» (1906);
- «Дівчата» («На полі») (1908).

Жанр портрета був провідним у творчості художника. Створив портрети: П. Кондевського, О. Агафонової (дружини), О. Александрова (адвоката лейтенанта Петра Шмідта), усі — 1906; актриси Віри Комісаржевської, 1908; мистецтвознавця і художника Д. Гордєєва, 1913; піаністки Ксенії Синякової-Асєєвої, 1914, а також рисунки з мотивом оголеної моделі, груповий портрет художників Харкова, 1918. Написав кілька автопортретів (1913), автопортрет із палітрою, «Маски» (1935) та інші. Автор пейзажів:
- «Свіжий сніг на квітнучих настурціях» (1906);
- «Ефект супроти сонця» (1906);
- «Водяне» (1908).

У 1908–1911 роках писав декоративні панно і оформлював вистави в театрі-кабаре «Голубе око», зокрема «Незнайомку» Олександра Блока.
В еміграції працював у галузі графіки, торгівельної реклами і станкового живопису, створював портрети, пейзажі, натюрморти в реалістичному стилі. Зокрема написав картини:
- «Туземки острова Барбадос» (1929);
- «Російська фермерша» (1935);
- «Котедж у Коннектикуті» (1940);
- «Тройка» (1949);
- «Ілля Муромець» (1949).

Виступав як художній критик. Автор праць:
- «В защиту имрессионизма» // Харьковская жизнь, 18 квітня 1906;
- «Студенческая выставка картин» // Современное обозрение, 16 грудня 1906;
- «XXXV Передвижная выставка картин» // Утро, 16 вересня 1907;
- «Академия художеств. Очерки» // Утро, 12 березня 1908;
- «Выставка картин в городском музее» // Утро, 12 березня 1908;

Брав участь у мистецьких виставках у Санкт-Петербурзі у 1903, 1907 роках, Харкові у 1903, 1905—1907, 1909—1912, 1918—1919, 1929 роках, Києві у 1908, 1910—1911 роках, Курську у 1910—1911 роках, Москві у 1913 року. У США брав участь у виставках Товариства незалежних художників у 1929 році і галереї «Френч» у 1931 році в Нью-Йорку. Персональні виставки відбулися в галереї Каз-Дельбо в Нью-Йорку у 1931 році і публічній бібліотеці Дербі у 1943 році.
Роботи художника зберігаються у Лебединському краєзнавчому музеї та зберігалися в Харківському художньому музеї, проте були знищені під час німецько-радянської війни (залишились окремі малюнки, театральні ескізи).